# Ernst Albrecht (football)
Pour les articles homonymes, voir Ernst Albrecht (homonymie) et Albrecht.
Ernst Albrecht (né le 12 novembre 1907 à Düsseldorf et mort le 26 mars 1976) était un footballeur allemand. Il évoluait au poste d'attaquant. 

## Biographie
Il est international allemand à dix-sept reprises (1928-1934) pour quatre buts inscrits. Il joue tous les matchs des JO 1928, où l'Allemagne est éliminée au premier tour. Il fait aussi partie des joueurs sélectionnés pour la Coupe du monde de football de 1934, mais il ne dispute aucun match. L'Allemagne termine troisième du tournoi.
Il joue de 1923 à 1944 au Fortuna Düsseldorf, remportant un championnat allemand en 1933, ainsi que des compétitions régionales. Il reprend le football en 1951, l'espace d'une saison, avec le PSV Düsseldorf.

## Clubs
- 1923-1944 :  Fortuna Düsseldorf
- 1951-1952 :  PSV Düsseldorf

## Palmarès
- Coupe du monde
  - Troisième en 1934

- Coupe d'Allemagne
  - Finaliste en 1937

- Championnat d'Allemagne
  - Champion en 1933
  - Vice-champion en 1936

- Westdeutsche Fussball Meisterschaft
  - Vainqueur en 1931
  - Finaliste en 1933

- Gauliga Niederrhein
  - Champion en 1936, en 1937, en 1938, en 1939 et en 1940
  - Vice-champion en 1934 et en 1935